# NEW MOON
『NEW MOON』（ニュー・ムーン）は、1990年6月21日に発売された大貫妙子の通算14作目のスタジオ・アルバム。MIDI在籍時の最後の作品となった。

## 概要
MIDI在籍時代の最後のアルバムとなった本作は、大貫自身との共同プロデューサーとして小林武史を迎えて制作された。全体的に統一感があり、デジタル・サウンドと生音を融合させたスケール感のある音作りが展開される。大貫の自宅に小林を招いて作曲と同時進行でアレンジ作業が進められて行き、この段階で完成に近いところまで作り込まれていったという。そのほか、小林は一部の作詞にも加わっている。二人によるコンビは、1992年の『DRAWING』、1993年の『Shooting star in the blue sky』と3作続くこととなる。
M-1「泳ぐ人」は、M-6「MY BRAVERY」とのカップリングで本作と同時にシングルとしてリリースされた。
ほか、NHK総合で放送されたテレビ番組『地球ファミリー』の為に書き下ろしたM-10「地球ファミリーのテーマ -The Wind Of My Heart-」や、野村グループCMソングとして使用されたM-11「花・ひらく夢」などを収録。
2014年10月にはリマスター盤SHM-CDが発売され、ボーナス・トラックとして、シングル「家族輪舞曲」のカップリング曲でアルバム未収録となっていた「ABSENCE」が追加収録された。

## 収録曲

### CD
| 全作詞・作曲: 大貫妙子（特記以外）、全編曲: 小林武史（特記以外）。 |                                                     |                      |                      |                            |      |
| #                                                                  | タイトル                                            | 作詞                 | 作曲・編曲           | その他の編曲               | 時間 |
| 1.                                                                 | 「泳ぐ人」                                          | 大貫妙子（特記以外） | 大貫妙子（特記以外） |                            | 5:03 |
| 2.                                                                 | 「CALL MY HEART」(作詞: 大貫妙子・小林武史)         | 大貫妙子（特記以外） | 大貫妙子（特記以外） |                            | 3:58 |
| 3.                                                                 | 「WE ARE ONE CIRCLE」                               | 大貫妙子（特記以外） | 大貫妙子（特記以外） |                            | 4:30 |
| 4.                                                                 | 「楽園をはなれて」                                  | 大貫妙子（特記以外） | 大貫妙子（特記以外） |                            | 4:58 |
| 5.                                                                 | 「風の吹く街 －Hello New Days－」                   | 大貫妙子（特記以外） | 大貫妙子（特記以外） |                            | 4:58 |
| 6.                                                                 | 「MY BRAVERY」                                      | 大貫妙子（特記以外） | 大貫妙子（特記以外） |                            | 4:32 |
| 7.                                                                 | 「花咲くころに」                                    | 大貫妙子（特記以外） | 大貫妙子（特記以外） | ストリングス編曲: 溝口肇   | 4:22 |
| 8.                                                                 | 「水の上の一日 －A Day On The Water－」             | 大貫妙子（特記以外） | 大貫妙子（特記以外） |                            | 5:03 |
| 9.                                                                 | 「LITTLE HOPE」                                     | 大貫妙子（特記以外） | 大貫妙子（特記以外） | ストリングス編曲: 溝口肇   | 3:05 |
| 10.                                                                | 「地球ファミリーのテーマ －The Wind Of My Heart－」 | 大貫妙子（特記以外） | 大貫妙子（特記以外） | ストリングス編曲: 中西俊博 | 4:05 |
| 11.                                                                | 「花・ひらく夢」(bonus track)                       | 大貫妙子（特記以外） | 大貫妙子（特記以外） | 編曲: マーティ・ペイチ     | 1:44 |
| 合計時間:                                                          | 合計時間:                                           | 合計時間:            | 46:42                |                            |      |

#### 2014年盤ボーナス・トラック
| 全作詞・作曲: 大貫妙子、全編曲: 小林武史。 |             |          |            |      |
| #                                          | タイトル    | 作詞     | 作曲・編曲 | 時間 |
| 12.                                        | 「ABSENCE」 | 大貫妙子 | 大貫妙子   | 3:48 |
| 合計時間:                                  | 合計時間:   | 50:33    |            |      |

## シングル

### 概要
通算16枚目となるシングル。アルバム『NEW MOON』と同時発売された。
表題曲「泳ぐ人」は、サックスの音とベルの効果音とが重なり合うアレンジが施されたミステリアスな楽曲。大貫自身がパーソナリティーを務めた東京FMのラジオ番組「仮想熱帯」の挿入歌として使用された。カップリング曲「MY BRAVERY」は、三井生命の企業CMソングとして使用された。

### 収録曲
| 全作詞・作曲: 大貫妙子、全編曲: 小林武史。 |                |          |            |      |
| #                                          | タイトル       | 作詞     | 作曲・編曲 | 時間 |
| 1.                                         | 「泳ぐ人」     | 大貫妙子 | 大貫妙子   | 5:07 |
| 2.                                         | 「MY BRAVERY」 | 大貫妙子 | 大貫妙子   | 4:33 |
| 合計時間:                                  | 合計時間:      | 9:40     |            |      |

## 参加ミュージシャン
| 泳ぐ人 - Keyboards: 小林武史 - Backing Vocals: 大貫妙子 CALL MY HEART - Keyboards: 小林武史 - Guitars: 大村憲司、小倉博和 - Drums: 青山純 - Electric Violin: 金子飛鳥 - Backing Vocals: 大貫妙子 WE ARE ONE CIRCLE - Keyboards: 小林武史 - Guitar: 小倉博和 - Backing Vocals: 大貫妙子 楽園をはなれて - Keyboards: 小林武史 - Guitar: 佐橋佳幸 - Tenor Sax: 清水靖晃 風の吹く街 －-Hello New Days－ - Keyboards: 小林武史 - Guitars: 小倉博和 - Bass: 細野晴臣 - Harmonica: 八木のぶお - Backing Vocals: 大貫妙子 MY BRAVERY - Keyboards: 小林武史 - Acoustic Guitar: 佐橋佳幸 - Backing Vocals: 大貫妙子 | 花咲くころに - Keyboards: 小林武史 - Electric Guitar Solo: 大村憲司 - Guitars. Bouzouki, Charango: 小倉博和 - Bass: 有賀啓雄 - Backing Vocals: 大貫妙子、小林武史 水の上の一日 －A Day On The Water－ - Keyboards: 小林武史 - Guitars: 小倉博和 - Bass: 高水健司 - Drums: 青山純 - Percussion: 三沢またろう - Backing Vocals: 大貫妙子 LITTLE HOPE - Strings Arrangement: 溝口肇 - Acoustic Piano, Synthesizer: 小林武史 - Strings Leader: 金子飛鳥 地球ファミリーのテーマ －The Wind Of My Heart－ - Strings Arrangement, Strings Leader: 中西俊博 - Keyboards: 小林武史 - Guitars: 小倉博和 - Drums: 寺谷誠一 - Synthesizer Programming: 藤井丈司 花・ひらく夢 - Keyboards: Allen Farnham - Bass: Chuck Berghofer - Drums: Jeff Hamilton - Strings Leader: 中西俊博 - Flute: 赤木リエ、旭孝 - Harp: 朝川朋之 |

## 発売履歴
| 発売日         | レーベル | 規格     | 規格品番  | 備考                      |
| -------------- | -------- | -------- | --------- | ------------------------- |
| 1990年6月21日  | MIDI     | CD       | 32MD-1068 |                           |
| 1990年6月21日  | MIDI     | カセット | MIT-1068  |                           |
| 2014年10月22日 | MIDI     | SHM-CD   | MDCL-5029 | 紙ジャケット/リマスター盤 |
| 2016年12月19日 | MIDI     | 音楽配信 |           |                           |

## 参考資料
- 小山守『レコード・コレクターズ 2020 Vol.39, No.12』ミュージック・マガジン、2020年12月1日。
- 杉原徹彦『レコード・コレクターズ JUL., 1997 Vol.16, No.7』ミュージック・マガジン、1997年7月1日。